# Textes du bouddhisme zen
Les textes du bouddhisme zen sont principalement constitués de sutras et de recueil de dialogues. En effet, bien que le zen se réclame d’une « transmission spéciale en dehors des écritures » qui « ne repose pas sur des mots», la tradition zen a un riche fond doctrinal et textuel. Elle a été influencée par de nombreux sutras tels que le Lankavatara Sutra (« Sutra de l’entrée à Lanka »),, le Sutra de Vimalakirti,, , l'Avatamsaka Sutra (« Sutra de l’Ornementation fleurie ») et le Sutra du Lotus.
De plus, la tradition zen a produit un riche corpus de littérature écrite qui est devenu une partie de sa pratique et de son enseignement, y compris le Sutra de l’Estrade,, les lignées, les paroles recueillies des maîtres zen et la littérature portant sur les koan.

## Le rôle de l'écrit dans le zen
Contrairement à l'image populaire, la littérature joue un rôle dans la formation zen. Un examen des premiers documents historiques et de la littérature des premiers maîtres zen révèle clairement qu'ils étudiaient bien de nombreux sūtras bouddhistes du Mahāyāna.

### «Ne pas se baser sur  les mots et de lettres»
Le zen est souvent décrit comme anti-intellectuel. Cette image du zen a émergé pendant la dynastie Song (960–1297), quand le Chán est devenu la forme dominante du bouddhisme en Chine, en particulier parmi les classes instruites et littéraires de la société chinoise.
Au Xe siècle, pendant la tourmente de la période des Cinq Dynasties et des Dix Royaumes, des écoles régionale se sont développées avec des opinions divergentes sur ce qu’est le Chán. Un point de vue était celui du jiaowai biechuan (教 外 別 傳), « une transmission spéciale en dehors des enseignements ». Le point de vue opposé était jiaochan yizhi (教 禪 一致), « l'harmonie entre Chán et lles enseignements». L’idée de l'harmonie entre Chán et les enseignements était dominante dans la lignée de Fa-ten Wen-i (885-958) et a prévalu dans les royaumes du sud au dixième siècle. Par la suite, la notion de « transmission spéciale en dehors des enseignements » est devenue dominante.

Ceci est notoirement formulé dans une stance du xiie siècle attribuée à Bodhidharma:
Une transmission spéciale en dehors des Écritures,
Que l’on ne trouve pas dans les mots et les lettres.
En pointant directement vers l’esprit,

On peut voir sa nature et ainsi atteindre la bouddhéité».

Le célèbre dicton « Ne pas se baser sur  les mots et de lettres» , attribué à cette période à Bodhidharma, 
«…a été adopté non pas comme un refus des paroles recueillies du Bouddha ou des élaborations doctrinales apprises par les moines, mais comme un avertissement à ceux qui prennent les enseignements bouddhiques, qui ne sont qu’un guide vers la vérité, pour la vérité elle-même». 
Un exemple de cette indépendance vis-à-vis des mots et des Écritures dans la Chine du ixe siècle est Teshan (Tokusan 780-865). Il est devenu célèbre pour avoir brûlé ses commentaires sur le Sutra du diamant quand il s'est rendu compte que son attachement à ces commentaires était devenu une pierre d'achoppement sur son chemin vers l’illumination,.

### Mais pas d’anti-intellectualisme
Le Chán de la dynastie Tang, en particulier celui de Mazu et Linji avec son accent sur les « techniques choc », a été rétrospectivement considéré comme un âge d'or du Chán. Cette image a gagné une grande popularité en Occident au xxe siècle, surtout en raison de l'influence de D.T. Suzuki, mais dès les années 1970, la recherche scientifique sur le zen a remis en question et modifié cette représentation,,,,,.

Masao Abe souligne ainsi que le rôle de l'intellect dans la compréhension du zen ne doit pas être mal compris:
« Il est clair que le zen n’est pas une philosophie. Il est au-delà des mots et de l’intellect, et n’est pas, comme c’est le cas de la philosophie, une étude des processus que gouvernent le pensée ou la conduite, ni une théorie des principes ou les lois qui régulent les personnes et l’univers. Pour la réalisation du zen, la pratique est incontournable. Pour autant, le zen n’est ni un anti-intellectualisme, ni un intuitionnisme bas de gamme, ni un encouragement à une spontanéité de type animale. Au contraire, il embrasse une philosophie profonde. Bien que la compréhension intellectuelle ne puisse pas remplacer l’éveil du zen, la pratique sans une forme adéquate et légitime de compréhension intellectuelle est souvent trompeuse. »
L'importance accordée à l’indépendance du zen par rapport aux mots écrits est également souvent comprise comme une opposition à l'étude des textes bouddhistes, ce qui est erroné. Le zen est profondément enraciné dans les enseignements et les doctrines du bouddhisme Mahāyāna ,,, et il a progressivement développé sa propre littérature. 
« Bien qu'il enseigne de "Ne pas dépendre des mots et des lettres", le Chan n’a pas rejeté les Écritures du Canon bouddhique, mais il a simplement prévenu qu'il était futile de s’appuyer sur elles pour atteindre l’éveil. Les textes sacrés — et plus encore l’immense appareil exégétique qui s’est développé autour d’eux dans les anciennes écoles scolastiques — ont été considérés comme de simples panneaux de signalisation pointant vers la voie de la libération. Aussi précieux soient-ils en tant que guides, ils doivent être transcendés si l’on veut s’éveiller à la véritable intention des enseignements de Śākyamuni. »
Mais l'intuition directe doit être soutenue par l'étude et la compréhension des enseignements et des textes bouddhiques. Hakuin va jusqu'à affirmer que la voie bouddhique commence par l'étude :  

« Une personne [...] doit d'abord acquérir des connaissances étendues, accumuler un trésor de sagesse en étudiant tous les sutras et commentaires bouddhistes, en lisant tous les ouvrages classiques bouddhistes et non bouddhistes et en parcourant les écrits des sages d'autres traditions. C'est pourquoi le vœu dit que "les enseignements du Dharma sont infinis, je fais le vœu de les étudier tous". »

La compréhension intellectuelle sans pratique est appelée yako-zen, « zen du renard sauvage », mais « celui qui n'a qu'une expérience sans compréhension intellectuelle est un "diable zen" ou zen temma.»

## Ancrer le chán dans les écrits
Les premières écoles bouddhistes en Chine étaient chacune basées sur un sutra spécifique. Au début de la dynastie Tang, à l'époque du cinquième patriarche Hongren (601–674), l'école zen est devenue une école à part entière du bouddhisme. Il a dû développer sa propre tradition doctrinale pour assurer sa position et fonder ses enseignements sur un sutra spécifique. Divers sutras ont été utilisés pour cela, avant même l'époque de Hongren: le Śrīmālādevī Sūtra (Huike), l’Éveil de la Foi (Daoxin), le Lankavatara Sutra (École de la montagne de l’Est), , le Sutra du Diamant  (Shenhui), le Sutra de l’estrade,. 
D'autres sutras influents sont le Sutra de Vimalakirti,,, l’Avatamsaka Sutra, le Shurangama Sutra, et le Mahaparinirvana Sutra.
Le Chán en expansion a également été confronté au défi de mettre ses enseignements en mots, de renforcer son identité et de l'appliquer dans le cadre d'enseignement formels, sans perdre la vision centrale de la réalité telle quelle. Une solution à ceci était de déplacer remplacer l'accent mis sur les paroles du Bouddha historique, vers celles des Bouddhas vivants, à savoir les maîtres du Chán,. Avec le temps, ces paroles, tirées des "rencontres-dialogues" entre maîtres et étudiants, mais aussi des sermons, sont devenus codifiés et ont formé la base des genres zen typiques, à savoir le "yü-lü "(paroles recueillies) et les collections classiques de koan. Celles-ci se sont également formalisées et sont devenues en tant que telles un sujet de discussions sur la bonne façon d'enseigner le zen et d'éviter la dépendance aux mots.

## Principaux sutra

### Lankavatara Sûtra
À ses débuts en Chine, le zen se référait principalement aux sutra du Mahāyāna, en particulier au Laṅkāvatāra Sūtra . En conséquence, les premiers maîtres de la tradition zen étaient appelés « maîtres du Laṅkāvatāra ». Dans d'autres textes anciens, l'école qui deviendra plus tard connue sous le nom de zen, est parfois même appelée simplement « l'école du Laṅkāvatāra » (Ch. 楞伽 宗, Léngqié Zōng ). Comme le Laṅkāvatāra Sūtra enseigne la doctrine du « véhicule unique » (Skt. Ekayāna), la première école zen était parfois appelée « l'école du véhicule unique ». Des récits relatant l'histoire de cette première période se trouvent dans les Archives des Maîtres du Lakāvatāra (Ch. 楞伽 師資 記, Léngqié Shīzī Jì).

### Sutra du Diamant
Pendant la dynastie Tang, le texte central de l'école zen est devenue le Sūtra du Diamant. Par la suite, on a souvent vu dans ce sutra ainsi que dans le Lankavatara les textes essentiels de l'école zen. Mais on ne voit pas clairement pourquoi le Sūtra du Diamant est devenu le texte prédominant. Ainsi, pour Whalen,
« Jusqu’à ce moment [Shenhui (670–762)], cette école ne s’appelait pas elle-même «Chan» (méditation), un nom plutôt sans relief. En réalité, elle était toujours à la recherche d’un nom, et on avait alors pour habitude de lier un nouvel enseignement à un sutra. Huike a utilisé le Sutra de Srimala, mais Daoxin ensuite a été inspiré par L’Éveil de la Foi. Des membres de l'École de la Montagne de l’Est, réalisant que l’Éveil de la Foi était un sashtra [un traité], trouvèrent la meilleure solution ; ils créèent une lignée de maitres du Sutra de Lankavatara, qui est le Sutra qui a inspiré l’Éveil de la Foi. Shenhui a ensuite répandu le mythe que Huineng avait préféré le Sutra du Diamant. En fait, aucune de ces étiquettes n’identifie vraiment l'affiliation idéologique de l’école, car cette tradition n’a apparemment jamais utilisé un sutra unique pour se légitimer. »

### Sutra de Vimalakirti
Le Sutra de Vimalakirti est un ancien sutra du Mahayana datant du deuxième siècle de notre ère, fondé sur les enseignements de la grande sagesse (prajnaparamita) sur la vacuité. Il s’agit d’un dialogue entre le maître de maison laïc Vimalakirti qui est malade, et plusieurs bodhisattvas qui viennent, à tour de rôle, lui rendre visite. Les discussions roulent sur la non-dualité. En discutant de ce sujet, les bodhisattvas donnent une variété de réponses. Manjushri est le dernier à répondre, et il déclare que « en donnant une explication, ils sont déjà tombés dans le dualisme ». À quoi, à son tour, Vimalakirti répond par le silence,. 

Ce silence est dès lors devenu un paradigme pour la tradition Chán :
« C'est ainsi que tous les maitres zen sont réticents à exprimer l’éveil, l’état de non-dualité, par des mots ou des signes. »

### Avatamsaka Sutra
L'Avatamsaka Sutra (« Sutra de la guirlande de fleurs ») est une compilation de sutras de différentes longueurs. L'idée essentielle de cet ensemble est l'unité de l'absolu et du relatif. Chaque partie du monde reflète la totalité du cosmos. Tous les niveaux de réalité sont liés et interpénétrés. Cela est représenté par l'image du filet d'Indra.
L'école Huayan, basée sur ce sutra, a constamment influencé le Chán. Tsung-mi, son cinquième patriarche, occupe également une place de choix dans l'histoire du Chán. Pendant les Song, la métaphysique de Huayan a été complètement assimilée par l'école Chán.
Le Sutra de l’Avatamsaka est mentionné, directement ou indirectement, dans les écrits du Chán. Le poème Shin Jin Mei (« La foi dans l’esprit ») de Sengcan est « dans de nombreux passages [...] apparenté au sutra de l'Avatamsaka, en particulier les strophes de clôture». Les écrits de Tsung-mi reflètent ses influences Huayan.

## Littérature zen
La tradition zen a développé une riche tradition textuelle, basée sur l'interprétation des enseignements bouddhistes et les paroles collectées des maîtres zen.

### Textes chinois

#### Sutra de l’estradede Hui-neng (Enô)
Parmi les plus anciens textes spécifiquement zen, datant au moins du viiie siècle, figure le Sūtra de l’estrade du sixième patriarche, attribué à Huineng. En réalité, il s'est développé sur une plus longue période de temps et contient différentes couches d'écriture. 

Il contient l'histoire bien connue du concours pour la succession du cinquième patriarche, Hongren. Selon le texte, Huineng remporta le concours organisé par Huineng pour nommer son successeur. Mail il dut s'enfuir du monastère pour éviter la colère des partisans de Henxui, qui était normalement destiné à recevoir cette succession. L'histoire n'est pas un récit factuel, mais une construction du viiie siècle. C’est, selon McRae…
«… un merveilleux mélange des enseignements du Chan ancien, un dépôt virtuel de l'ensemble de la tradition jusqu'à la seconde moitié du viiie siècle. Au centre de ce sermon, on trouve la même compréhension de la nature de Bouddha que nous avons vue dans les textes attribués à Bodhidharma et Hingren, y compris l’idée que la nature fondamentale de Bouddha n'est rendue invisible aux humains que par leurs illusions. »
Le Sūtra de l’estrade cite et explique un large éventail d'écritures bouddhiques : le Sutra du Diamant, le Sūtra du Lotus, le Vimalakīrti Nirdeśa Sūtra, le Śūraṅgama Sūtra, le Laṅkāvatāra Sūtra, le Traité de la Naissance de la Foi dans le Grand Véhicule, et le Mahaparinirvana Sutra .

#### Transmission de la lampe
La tradition Chán s'est développée à partir de la tradition établie du « bouddhisme canonique»  qui est resté la norme pour tout le bouddhisme chinois ultérieur. Il a été établi à la fin du sixième siècle, à la suite de la compréhension chinoise du bouddhisme au cours des siècles précédents,. Une des inventions de ce bouddhisme chinois fut les listes de transmission, appelées « Transmission de la Lampe », un dispositif littéraire pour établir une lignée. Le T'ien Tai aussi bien que le Chán ont repris ce dispositif, pour donner autorité à leur tradition en développement et garantir leur authenticité,:
« Les textes du Chan présentent l’école comme le bouddhisme lui-même, ou comme l’enseignement essentiel du Bouddhisme, qui a été transmis depuis les sept Bouddhas du passé aux 28 patriarches, et ensuite à toutes les générations de maitres zen chinois et japonais qui ont suivi. »
Un autre dispositif littéraire pour établir ces traditions est donné par le Kao-seng-chuan (« Biographies des moines éminents »), compilé vers 530. La tradition Chán a développé son propre corpus de ce type, avec des œuvres comme l’Anthologie de la salle patriarcale (952) et le Recueil de la transmission de la Lampe (publié en 1004 sous les Song). McRae considère que la célèbre History of zen de Heinrich Dumoulin, derrière son apparence d'histoire scientifique, constitue un exemple moderne de ce type de recueils.
Les enregistrements de transmission du Chán, teng-lu, étaient essentiels pour façonner l'identité de ce courant. Les Registres de la Transmission de la Lampe (« Ching-te ch'uan-teng lu »), compilés par Tao-yün et publiés en 1004, ont introduit plusieurs des éléments clés de la tradition Chán. Un autre texte clé est le Recueil de la transmission étendue [de la lampe] compilé pendant l'ère T'ien-sheng (« T'ien-sheng kuang-teng lu »), compilé par Li Tsun-hsü et publié dans 1036, qui a clairement introduit l'idée d'une « transmission spéciale en dehors de l'enseignement [des sutras]». 

Les différences remontent à l'interprétation du Long Rouleau du Traité des Deux Entrées et des Quatre Pratiques, un texte attribué à Bodhidharma. Dans ce texte, « l'entrée par principe » (li-ju) se caractérise de deux manières:
« Entrer par le principe veut dire « s’éveiller à la vérité en accord avec les enseignements [des écritures]. » Plus tard après avoir réalisé sa vraie nature, on dit de cette personne «installée fixement, sans vaciller, plus jamais influencée par les enseignements écrits. »
La première déclaration peut être vue comme un élément en faveur de l'harmonie entre les enseignements et Chán. La seconde affirmation peut être vue comme un élément en faveur d'une « transmission spéciale en dehors des enseignements ».
Le Denkōroku (« Recueil de la transmission de la lumière ») de Keizan Jōkin (1268-1325) est un exemple célèbre dans ce genre pour la lignée du zen Sôtô. 

#### Paroles recueillies et dialogues de rencontre
À partir des questions-réponses, le genre « yü-lü » (Les Paroles enregistrées des maîtres et les dialogues de rencontre) s’est développé. L'exemple le plus connu est le Lin-ji yü-lü (« Entretiens de Lin-Tsi »). Ces paroles récoltées forment un genre appelé dialogues de rencontre, constitué par des interactions courtes et lapidaires entre maîtres et élèves devenues la marque littéraire du chan et du zen. Mais il ne s'agit pas d'enregistrements mot à mot des propos des maîtres, mais de textes bien rédigés, mis par écrit jusqu'à 160 ans après les supposées rencontres.

#### Les recueils des paroles de Linji
Le Linji yulu (Zhenzhou Linji Huizhao Chansi yulu, « Entretiens de Lin-Tsi ») est le texte fondateur de l'école Linji et Rinzai. Il contient les paroles attribués à Linji Yixuan (mort en 866). Il a été publié en 1120, mais développé sur une période s'étendant de 952 à 1120. 
La première mention de Linji figure dans le Zutang ji (祖 堂 集 « Anthologie de la salle patriarcale »), compilé en 952, 86 ans après la mort de Linji. Le Jingde Chuangdeng lu (景德 傳燈 錄 « Recueil de la transmission de la Lampe sous les Song »), compilé en 1004 par Daoyuan, donne de brèves informations biographiques sur Linji, suivies des interactions de celui-ci avec Huangbo, pour légitimer l’idée que Linji appartienne à la lignée d’Hunagbo et à celle de Mazu. 
Le Tiansheng Guangdeng lu (天 聖 廣 燈 錄), « Recueil de la Transmission de la Lampe de l’Ère Tiansheng », compilé par Li Zunxu (李 遵 勗) (988-1038) confirme le statut de Shoushan Shengnian, mais décrit aussi Linji comme un patriarche Chan majeur et héritier de l’école Hongzhou de Mazu Daoyi, au détriment de la lignée Fayan. Il a également établi le slogan d’« une transmission spéciale en dehors des écritures », soutenant l'affirmation de l'école Linji selon laquelle « le Chan est séparé et supérieur de tous autres enseignements bouddhistes». 
Le Sijia yulu, («Paroles recueillies des quatre maitres»), compilé de 1066 à 1069 par Huanglong Huinan (1002-1069), contient les discours de Mazu Daoyi (709-788), Baizhang Huaihai (720-814) ), Huangbo Xiyun (mort en 850) et Linji, les principaux patriarches de la dynastie Tang selon l’école de Linji. Dans ce texte, Linji est explicitement placé dans la lignée de ces maîtres de l'école Hongzhou. Le Zhenzhou Linji Huizhao Chansi yulu (« Le Recueil de Linji »), compilé par Yuanjue Zongan en 1120, est la version classique du Recueil de Linji. Yuanjue Zongan appartenait à l’école Yunmen et a également réédité le Yunmen yulu, les « Paroles Recueillies de Yunmen». La publication séparée des recueils de Linji signale le statut nouvellement acquis de Linji comme l'un des principaux patriarches du Chán.

#### Les collections de kôans
Le genre des « dialogues de rencontre » (voir ci-dessus) s'est diversifié en diverses collections de kōans, qui forment elles-mêmes un autre vaste corpus littéraire. La pratique des koan s'est développée en transformant des extraits de rencontre-dialogue en histoires bien réécrites. Elle est née de l'interaction avec des « lettrés instruits ».
Les deux collections de koan les plus connues en Occident sont La Barrière Sans Porte et le Recueil de la Falaise Bleue. La Barrière Sans Porte (chinois: 無門 關 « Wumenguan »; japonais: « Mumonkan ») est un recueil de quarante-huit kōans avec commentaires, publiés en 1228 par le moine chinois Wumen (無門) (1183-1260). Le Recueil de la Falaise Bleue (chinois: 碧 巖 錄 Bìyán Lù; japonais: Hekiganroku) est une collection de cent kōans compilée en 1125 par Yuanwu Keqin (圜悟 克勤 1063–1135).
Une telle approche littéraire comportait des dangers, comme la fixation de significations spécifiques aux cas. On dit même que Dahui Zonggao a brûlé les blocs de bois du Recueil de la Falaise Bleue, parce qu'il était devenu un obstacle à l’étude du Chán par ses étudiants.

### Textes japonais
La tradition zen japonaise a également développé un corpus qui lui est propre. Pendant la période Tokugawa, le Shōbōgenzō de Dōgen est devenu le texte faisant autorité de l'école Soto. Dans l'école Rinzai, les programmes de koan ont été systématisés par les héritiers du dharma de Hakuin, qui a lui-même produit un corpus étendu de textes écrits.

#### Shōbōgenzōde Dôgen zenji
Au cours de la période Tokugawa, l'école Sôtô a commencé à mettre de plus en plus l'accent sur l'autorité des textes. En 1615, le bakufu déclara que « les règles d'Eiheiji (kakun) doivent être la règle pour tous les moines Soto.» Avec le temps, cela est venu à signifier que tous les écrits de Dogen sont ainsi devenus la norme pour les doctrines et l'organisation de l'école Soto.
L'appel de Menzan à changer les règles de transmission du dharma, basé sur le Shōbōgenzō (qui affirme que la transmission ne peut se faire que fac à face), est un facteur clé de cet accent croissant mis sur Dôgen. Une autre réforme a été mise en œuvre par Gento Sokuchu (1729-1807), qui a essayé d’éliminer l'utilisation des koans dans l’école sôtô. Gento Sokuchu a implanté de nouveaux règlements, basés sur les règlements de Dogen.

Ce statut croissant de Dogen en tant qu'autorité textuelle a également posé un problème à l'école Soto:
« La hiérarchie sôtô, sans doute effrayée de ce que les réformateurs radicaux pourraient trouver dans le Shôbôgenzô de Dôgen, une œuvre ouverte à des interprétations variées, décidèrent immédiatement de restreindre l’accès à ce symbole traditionnel de l’autorité de l’école. Agissant sur la requête des prêtres sôtô, en 1772, le gouvernement interdit la copie ou la publication de tout extrait du Shôbôgenzô. »
Pendant la restauration Meiji, la mémoire de Dōgen a été utilisée pour assurer la place centrale d'Eihei-ji dans l'organisation Soto, et «pour resserrer les liens avec les laïcs». En 1899, la première cérémonie d'ordination des laïcs fut organisée à Eihei-ji. Eihei-ji a également promu l'étude des travaux de Dōgen, particulièrement du Shōbōgenzō, ce qui a changé la place de Dōgen dans l'histoire du zen Soto. 
Depuis le xixe siècle, des philosophes japonais présentent le Shôbôgenzô comme une œuvre philosophique à part entière, à l’égal des textes de la philosophie occidentale.

#### Zenshū Shiburoku
Le Zenshū Shiburoku, « Les quatre textes de la secte zen », est une collection de textes zen essentiels qui sont utilisés au Japon comme ouvrages d'introduction dans la formation des moines zen novices. L'ensemble comprend le Jūgyūzu (« Dix images du dressage du buffle »), le Shinjinmei (La foi en l’esprit) attribué à Sengcan, troisième patriarche chinois du Chan, le Shōdōka (« Chant de l'immédiat satori ») attribué à Yongjia Xuanjue, et le Zazengi (« Manière de la méditation assise»), onzième chapitre du Shôbôgenzô de Dogen’.